# Bristol Siddeley Orpheus
Il Bristol Siddeley Orpheus era un motore aeronautico turbogetto sviluppato dalla britannica Bristol Siddeley alla fine degli anni cinquanta per diversi addestratori militari e aerei da caccia leggeri tra cui il Fiat G.91 ed il Folland Gnat.

## Storia del progetto
Il progetto dell'Orpheus trae origine da un piccolo motore "usa-e-getta" sviluppato nel 1950 (designato B.E.17) destinato all'impiego sul Bristol 182, un bombardiere senza pilota. Sulla base delle prime esperienze accumulate nella progettazione di questa piccola unità da 13 kN di spinta (3 000 lbf) costruito in acciaio, la Bristol decise, nel 1952, di passare ad una versione migliorata (B.E.22, internamente nota anche come Saturn) costruita utilizzando leghe leggere, impiegabile eventualmente anche su piccoli aerei da addestramento che erano all'epoca in fase di sviluppo presso la Folland. Il Saturn fu, però, abbandonato ben presto a causa dell'impegno della Bristol nello sviluppo dell'Olympus destinato al bombardiere Vulcan e del ritardo da parte del Ministry of Supply nel fornire le specifiche di progetto richieste.
Nel 1953, la Folland e la Bristol, stante il disinteresse governativo, decisero di autofinanziare lo sviluppo di una nuova classe di motori da 21,6 kN (4 850 lbf) denominata inizialmente B.E.26 e, successivamente, Orpheus.
Nel dicembre 1953, il motore venne definito nelle linee principali, ma già all'inizio dell'anno successivo si cominciò ad ordinare i materiali necessari alla sua costruzione. I disegni definitivi furono pronti a giugno, mentre il 17 dicembre del 1954 il motore girò per la prima volta al banco fornendo una spinta di 3 000 lbf.
Nel frattempo, la NATO stava lavorando ad una specifica sui requisiti di progetto di una nuova classe di velivoli da attacco leggeri. Da quello studio risultò che l'unico motore disponibile era proprio l'Orpheus e si decise di finanziarne in parte i costi di sviluppo. Nel marzo del 1955 la NATO scelse l'Orpheus (che continuava rapidamente e senza intoppi il suo processo di certificazione).

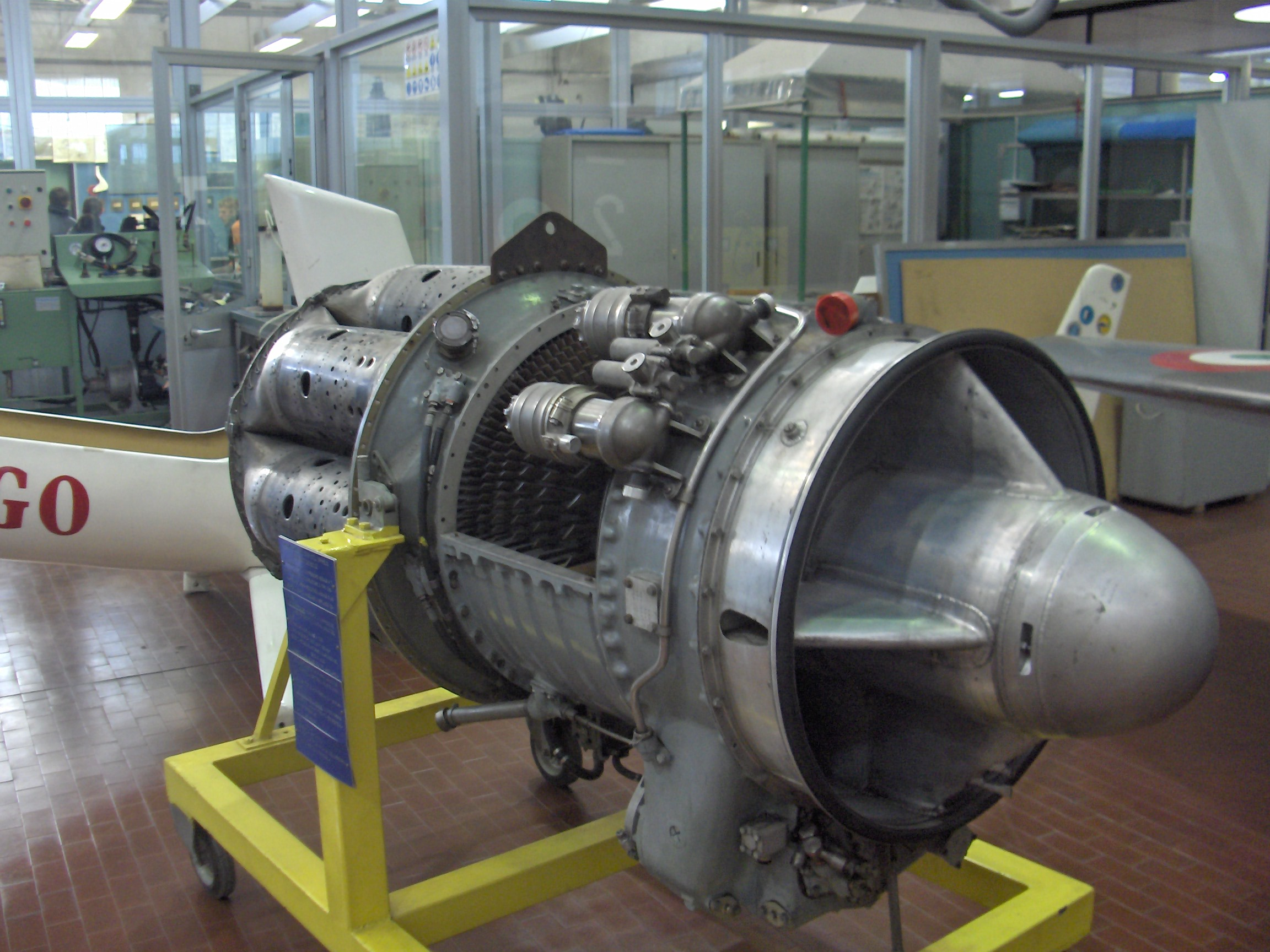
Un Bristol Orpheus sbarcato da un Fiat G.91

Per accorciare ancora i già brevi tempi di sviluppo, fu deciso di completare i test preliminari di certificazione del motore con una spinta provvisoriamente ridotta a 14,6 kN (3 285 lbf) in modo da poterlo installare al più presto sul Folland Gnat il cui prototipo era già stato nel frattempo completato. Nel maggio del 1955 il motore fu così certificato e volò per la prima volta sullo Gnat il 18 luglio del 1955.
A poco più di un anno dalla prima prova al banco, nel gennaio del 1956 fu certificato il primo modello di produzione (BOr.1 secondo la nomenclatura assegnata dal Ministry of Supply) da 18 kN (4 050 lbf) destinato allo Gnat. La versione da 4 850 lbf di spinta (BOr.3) era invece destinata agli aerei della NATO e verrà certificata nel maggio del 1957.
Nel 1957 La Fiat Aviazione si aggiudicò sia la gara della NATO per il caccia leggero con il suo Fiat G.91 sia la costruzione su licenza del motore (Orpheus Mk 801/803). Già dal 1955, infatti, aveva stretto accordi commerciali con la Bristol produrre l'Orpheus in Italia.
In seguito l'Orpheus venne adottato su altri velivoli militari (principalmente addestratori) tra cui il Fuji T-1, l'HAL HF-24 Marut, l'Helwan HA-300, ed i velivoli sperimentali Hunting H.126 e Short SB5. Il suo impiego, nella versione BOr.12 era previsto anche sul caccia intercettore supersonico italiano Aerfer Leone.
L'Orpheus costituirà poi la base di partenza per il motore turboventola Bristol Pegasus a spinta vettoriale impiegato sull'Hawker Siddeley Harrier.

## Tecnica

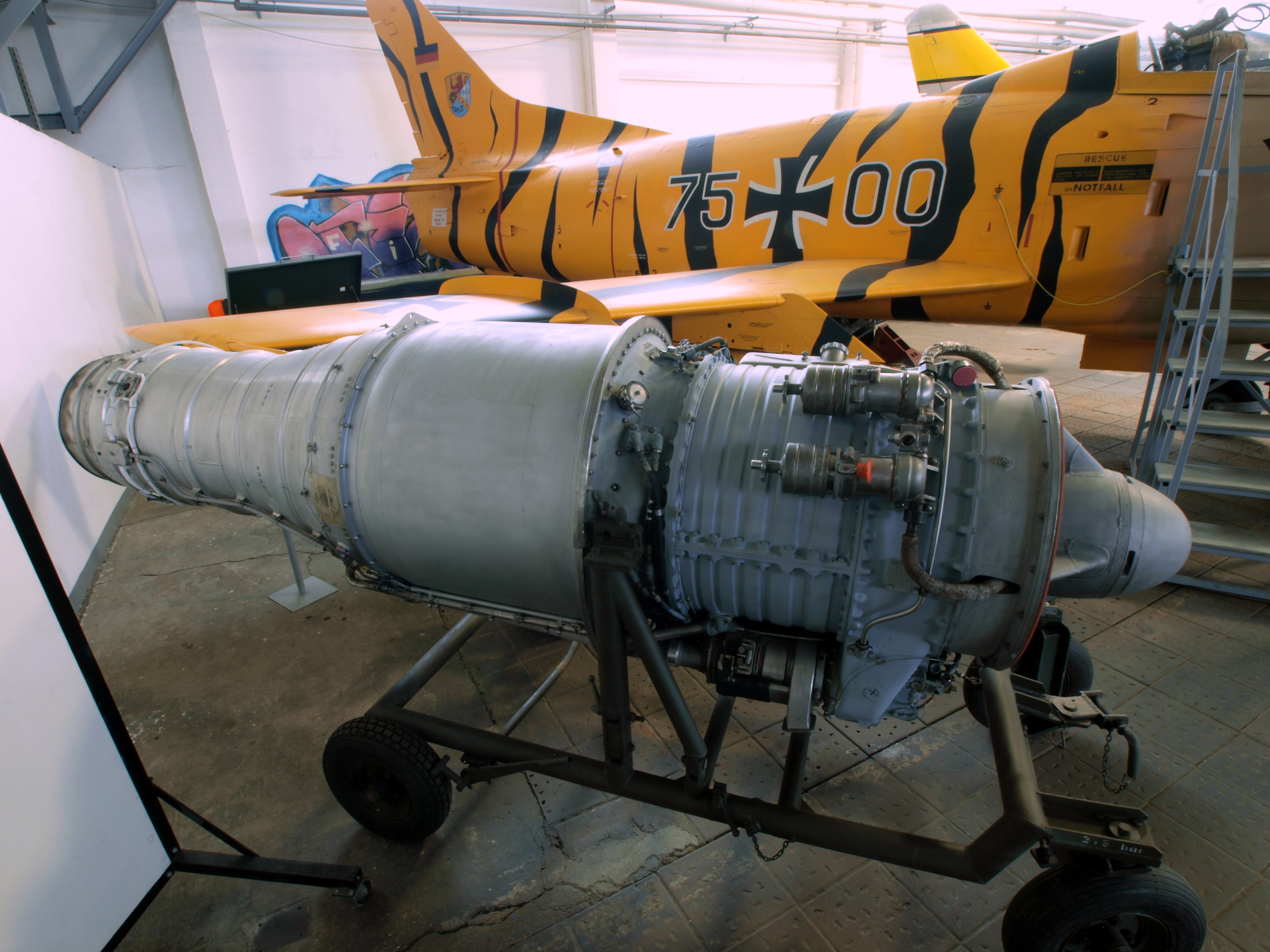
Un Bristol Siddeley Orpheus. Sul carter anteriore del motore si notano i due contenitori per le cartucce esplosive necessarie all'avviamento del motore.

Il Bristol Siddeley Orpheus era costituito da un compressore assiale a sette stadi collegato da un albero motore ad uno stadio di turbina costituito da 125 palette in Nimonic. L'albero, di notevole diametro, era montato su due cuscinetti, uno a sfere posizionato subito dopo il compressore ed uno a rulli a valle della turbina.
La camera di combustione era di tipo tubo-anulare. Sette tubi di fiamma tra loro interconnessi erano contenuti in un involucro anulare, con le candelette per l'accensione poste nei tubi 4 e 7. L'avviamento del motore avveniva mediante la detonazione di una cartuccia esplosiva che forniva ad una piccola turbina calettata sul compressore del motore l'energia necessaria alla rotazione iniziale del compressore.
Nella versione BOr.12SR (Simplified Reheat) un rudimentale sistema di post combustione assicurava l'incremento del 15% della spinta. In questo come negli altri modelli, l'ugello era a geometria fissa.

## Versioni
- BOr.1 prima versione certificata da 18 kN (4050 lbf) di spinta
- BOr.2 Mk 701, 18,9 kN (4250 lbf) installato sul Folland Gnat. La versione Mk 703R (dotata di postbruciatore) fu sviluppata su licenza in India dalla HAL per essere installata sull'HAL HF-24 Marut[9]
- BOr.3 Mk 801 - 21,6 kN (4850 lbf), Mk 803 - 22,24 kN (5000 lbf) motore designato dalla NATO per i suoi caccia leggeri. Installato sul Breguet Br 1001 Taon, Fiat G.91
- BOr.3/5 Mk 810 - 21,6 kN (4850 lbf)
- BOr.4 Mk 805 - 18,8 kN (4230 lbf). Versione depotenziata del BOr.4 con intervalli di manutenzione più lunghi. Installata sull'Hunting H.126 e Fuji T-1
- BOr.11 25,6 kN (5760 lbf)
- BOr.12/12SR 30,3 kN (6810 lbf), 36,34 kN (8170 lbf) con postbruciatore

## Velivoli utilizzatori
- Breguet Taon
- Fiat G.91
- Folland Gnat
- Fuji T-1
- HAL HF-24 Marut
- Helwan HA-300
- Hunting H.126

### Altre applicazioni
Un Orpheus fu installato sul Bluebird K7, un idroplano sul quale Donald Campbell, nel tentativo di battere il record di velocità sull'acqua sul lago Coniston, perse la vita nel 1967.
Un dragster spinto da un Orpheus, il Vampire, è il detentore del record di velocità su terra britannico.